# Взятие Сомюра
Взятие Сомюра — захват французскими королевскими войсками Людовика XIII гугенотского оплота Сомюр в мае 1621 года в ходе гугенотских восстаний.
Хотя гугенотский Сомюр был верен королю, Людовик XIII, тем не менее, пожелал подтвердить свой контроль над ним. Губернатор города Филипп Дюплесси-Морне был обманом арестован, а город занят королевскими войсками.
Затем Людовик XIII продолжил свою кампанию на юге против гугенотов и отправился осаждать протестантский оплот Сен-Жан-д’Анжели, занятый братом мятежного Анри де Рогана Бенджаменом де Роганом, герцогом де Субиз. Это привело к месячной осаде Сен-Жан-д’Анжели и череде других осад на юге Франции. 24 июня 1621 года кампания Людовика XIII зашла в тупик, что привело к миру в Монпелье в 1622 году, который временно подтвердил права гугенотов во Франции.